# 棒透镜星系

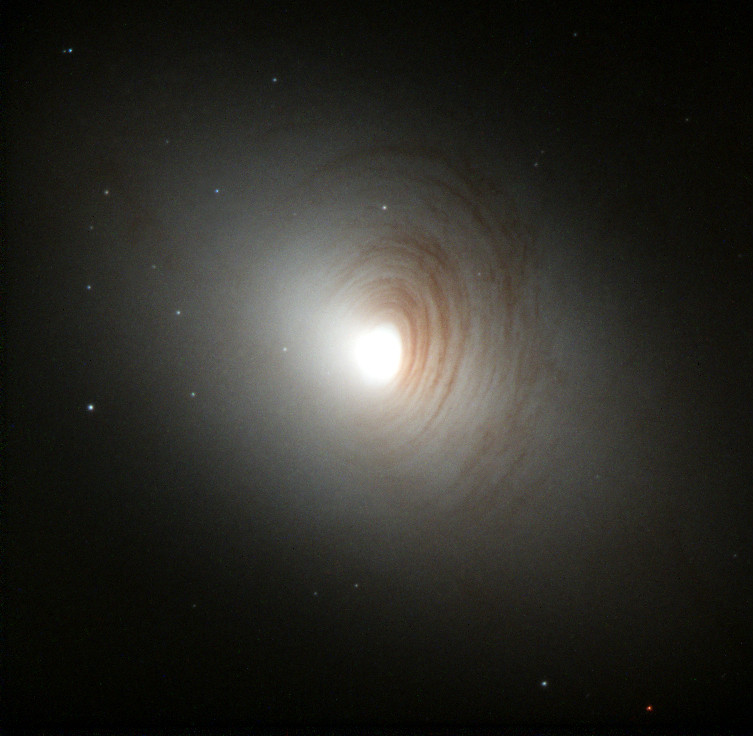
NGC 2787是一个典型的棒透镜星系。

棒透镜星系是一种透镜状的棒旋星系。它们的哈伯序列为SB0。